# Kraftwerk Vittjärv
Das Kraftwerk Vittjärv ist ein Wasserkraftwerk in der Gemeinde Boden, Provinz Norrbottens län, Schweden, das am Lule älv ungefähr 10 Kilometer flussaufwärts der Stadt Boden liegt. Es wurde von 1971 bis 1974 errichtet. Das Kraftwerk ist im Besitz von Vattenfall und wird auch von Vattenfall betrieben.

## Absperrbauwerk
Das Absperrbauwerk besteht aus einem Staudamm mit einer Höhe von 6 m auf der rechten Flussseite, einer Wehranlage mit 7 Wehrfeldern in der Mitte und einem Maschinenhaus auf der linken Flussseite. Das Stauziel liegt bei 19,41 m über dem Meeresspiegel.

## Kraftwerk
Mit dem Bau des Kraftwerks wurde 1971 begonnen; es ging 1974 in Betrieb. Das Kraftwerk verfügt mit drei Kaplan-Rohrturbinen über eine installierte Leistung von 33 (bzw. 33,9 oder 36) MW. Die durchschnittliche Jahreserzeugung liegt bei 180 (bzw. 230) Mio. kWh. Die Fallhöhe beträgt 6 m. Der maximale Durchfluss liegt bei 680 m³/s.